# Ejdersted
Ejdersted (tysk: Eiderstedt, nordfrisisk: Ääderstää) i det nordlige Tyskland, er en nordfrisisk halvø i delstaten Slesvig-Holsten (Sydslesvig). Halvøen er meget landbrugspræget. Større byer på Ejdersted er Tønning, Garding og Sankt Peter-Ording. Karakteristisk er den flade marsk med mange spredtliggende gårde. Den dominerende gårdtype på halvøen er haubargen.

## Historie
Området var i middelalderen gennemskåret af flere store vandløb. Der kan blandt andet nævnes Ejderen, Heveren og den nu forsvundne Mildeå. Det antages, at området dengang bestod af mindst fire større øer. Disse var Holm eller Udholm (omkring Tating), Hæfræ eller Hever (omkring Vesterhever), Everschop (omkring Garding) og selve Ejdersted (omkring Tønning). Administrativt bestod området af tre herreder. Mod vest lå Udholm (Holmboherred, bestående af øerne Holm og Hever), mod nordvest Everschop (Gaetthingherred) og mod øst foran Ejderens delta selve herredet Ejdersted (Tunninghenherred). Området kaldtes derfor også for Trelandene. En anden betegnelse var Skibherrederne. De tre herreder hørte under de kongelige Udlande. I løbet af senmiddelalderen voksede øerne efterhånden sammen og dannede den nuværende halvø Ejdersted.
For at undgå oversvømmelser boede vikingetidens og middelalderens befolkning på mange spredtliggende værfter som for eksempel Elisenhof. Senere blev der foretaget store landvindings- og inddigningsprojekter.
I 1252 blev kong Abel dræbt ved Husum Bro ud for halvøen, efter at han havde forsøgt at gennemtvinge skattekrav overfor nordfriserne. I kampen imod ham påberåbte ejderfriserne sig den frisiske frihed.
Halvøen blev i senmiddelalderen styret af en landskabsforsamling med navnet Trelandets Råd. I forsamlingen deltog 36 rådmænd fra de tre ejderstedske herreder, som derfor også blev kaldt for seksogtrediverne . Halvøen var i denne tidsperiode et område med en stor grad af selvbestemmelse. Landskabet Ejdersted regnes også med til de såkaldte sønderjyske landskaber, som var områder med en vis autonomi i forhold til hertugen eller kongen. Ejderfrisernes juridiske autonomi blev også bekræftet i det 1426 vedtagne landskabslov Kronens rette sandhed (på tysk Krone der rechten Wahrheit). Dermed fik friserne lov til at beholde mange af deres overleverede rettigheder.
De store stormfloder i 1362 og 1634 hærgede voldsomt på halvøen. Mange koge blev oversvømmet, og store landområder forsvandt. Ved stormfloden i 1362 åd Heverstrømmen sig nordfra gennem landet, hvorved Ejdersted for en periode igen blev til en ø. Efter den store stormflod i 1634 gik folk på halvøen lidt efter lidt fra nordfrisisk (Ejderstedfrisisk) over til tysk.
I 1500-tallet bosatte mange nederlandske mennonitter sig på halvøen. Nederlændere bragte blandt andet haubargen og osteproduktionen til halvøen. Da Christian 3. i 1544 delte hertugdømmerne i en kongelig og hertugelig del, kom halvøen under den gottorpske med-hertug. Først i 1721 efter den Store Nordiske Krig forenedes de gottorpske dele af Sønderjylland igen med de kongelige dele.
Mellem 1962 og 1972 byggedes Ejderdæmningen mellem Ejdersted og Ditmarsken. I dæmningen er indbygget en mindre sluse, så fiskere stadig kan benytte Ejderen.

## Geografi
Kommuner på Ejdersted:
Tønning Herred:
- Koldenbyttel (også Koldebyttel, på tysk Koldenbüttel)
- Kotzenbøl (Kotzenbüll)
- Oldensvort (Oldenswort)
- Simonsberg (historisk til Strand)
- Tønning (Tönning) med Olversum
- Vitsvort (Witzwort)

Everschop (Heverskab):
- Follervig (Vollerwiek)
- Garding
- Katrineherd (Katharinenheerd)
- Poppenbøl (Poppenbüll)
- Tetenbøl (Tetenbüll)
- Velt (Welt)
- Ylvesbøl (Ulvesbülll)
- Østerhever (Osterhever)

Udholm (Holmbo):
- Sankt Peter-Ording (bestående af Ording og Ulstrup)
- Tating
- Vesterhever (Westerhever)

## Klima
Klimaet præges af halvøens nærhed til havet. Temperaturudsving begrænser sig til 16 °C. Februar er med 0,4 °C den koldeste måned, august med 16,4 °C den varmeste.
| Vejr for Ejdersted | Vejr for Ejdersted | Vejr for Ejdersted | Vejr for Ejdersted | Vejr for Ejdersted | Vejr for Ejdersted | Vejr for Ejdersted | Vejr for Ejdersted | Vejr for Ejdersted | Vejr for Ejdersted | Vejr for Ejdersted | Vejr for Ejdersted | Vejr for Ejdersted | Vejr for Ejdersted |
| | Jan                | Feb                | Mar                | Apr                | Maj                | Jun                | Jul                | Aug                | Sep                | Okt                | Nov                | Dec                | År                 |
| --- | ------------------ | ------------------ | ------------------ | ------------------ | ------------------ | ------------------ | ------------------ | ------------------ | ------------------ | ------------------ | ------------------ | ------------------ | ------------------ |
| Gennemsnitlig °C | 0,6                | 0,4                | 2,6                | 6,4                | 11                 | 14,8               | 16,3               | 16,4               | 14                 | 9,8                | 8,6                | 2,5                | 8,3                |
| Gennemsnitlig nedbør mm | 60                 | 36                 | 38                 | 41                 | 46                 | 50                 | 72                 | 88                 | 79                 | 81                 | 93                 | 71                 | 63                 |
| Kilde: Manfred Strässer: "Klimadiagramme und Klimadaten. Temperatur und Niederschlag im Zeitraum 1951-1980" (Duisburger Geographische Arbeiten 10; Stuttgart 1993) Vejrstation i Sankt Peter-Ording |                    |                    |                    |                    |                    |                    |                    |                    |                    |                    |                    |                    |                    |

## Kultur
Af halvøens museer kan blandt andet nævnes Ejdersteds museum i Sankt Peter-Ording med en større udstilling om historikeren Theodor Mommsen og vadehavscentret i Tønning. Vadehavscentret Multimar i Tønning blev åbnet i 1999 og formidler viden om både biologiske og kulturelle sammenhænge i vadehavsregionen. På museets hvalhus kunne blandt andet ses et 17,5 meter lang skelet af en kaskelothval, som strandede ved Rømø i 1997. I landsbyen Tetenbøl findes med Huset Peters et lille kulturhistorisk museum med en historisk købmandsbutik fra 1820erne.
Af halvøens kulturelle traditioner kan blandt andet nævnes boßeln (kuglespil), biikebrænding, ringridning og rummelpot. På halvøen praktiseres også en form for stavspring (Klotstockspringen), hvor stavspringere hopper over marskens brede priler eller grøfter med en 3 til 6 meter lang klyverstav (nordfrisisk klüwer(stook)) på. Meningen ved stavspringet er ikke at falde i vandet. Afgørende er altså ikke springets højde, men springets længde. På den måde ligner den også længdespring. Den på halvøen populære idrætstype kendes også fra Ditmarsken og fra Nederlandene, hvor den kaldes Fierljeppen.
Kendte egnsretter fra Ejdersted er lammekød, melbyttel og futjes. Halvøen er også hjemsted for flere krabbefiskere og osterier. I Tønning findes også kurser i at lære at pille rejer.
Ejdersteds våben bestod af tre skibe på blå baggrund. Skibene mindede om Ejdersteds tre herreder (Udholm, Everschop og Ejdersted).

## Sagn
Da svenskerne under den Store Nordiske Krig i 1700 besatte Ejdersted, havde et selskab af fjendtlige officerer slået sig ned på en gård i Katrineherd. De lod vin og øl bære frem og larmede uden at bryde sig om folkene i huset, som om de var herrer på gården. Da soldaterne opfordrede den ti-årige datter i huset Martje Flors (eller Martje Floris) til at komme nærmere og udbringe en skål, sagde hun Det gå os vel på vore gamle dage og demonstrerede dermed sin uvilje over soldaternes adfærd. Fra den tid af findes skikken på halvøen at udbringe en Martje Flors skål.

## Galleri
- Ejderdæmningen
- Saltenge i Tetenbøl
- Klit ved Sankt Peter (Ulstrup)
- Bomærke fra Sankt Peter viser Ejdersteddragten
- Ejdersted i middelalderen
- Ejdersted i 1700-tallet[3]